# Walter Haeckel
Walter Ernst Haeckel, auch Walter Ernst Huschke-Haeckel (* 29. September 1868 in Jena; † 4. Dezember 1939 in Lochham bei München) war ein deutscher Maler.

## Leben

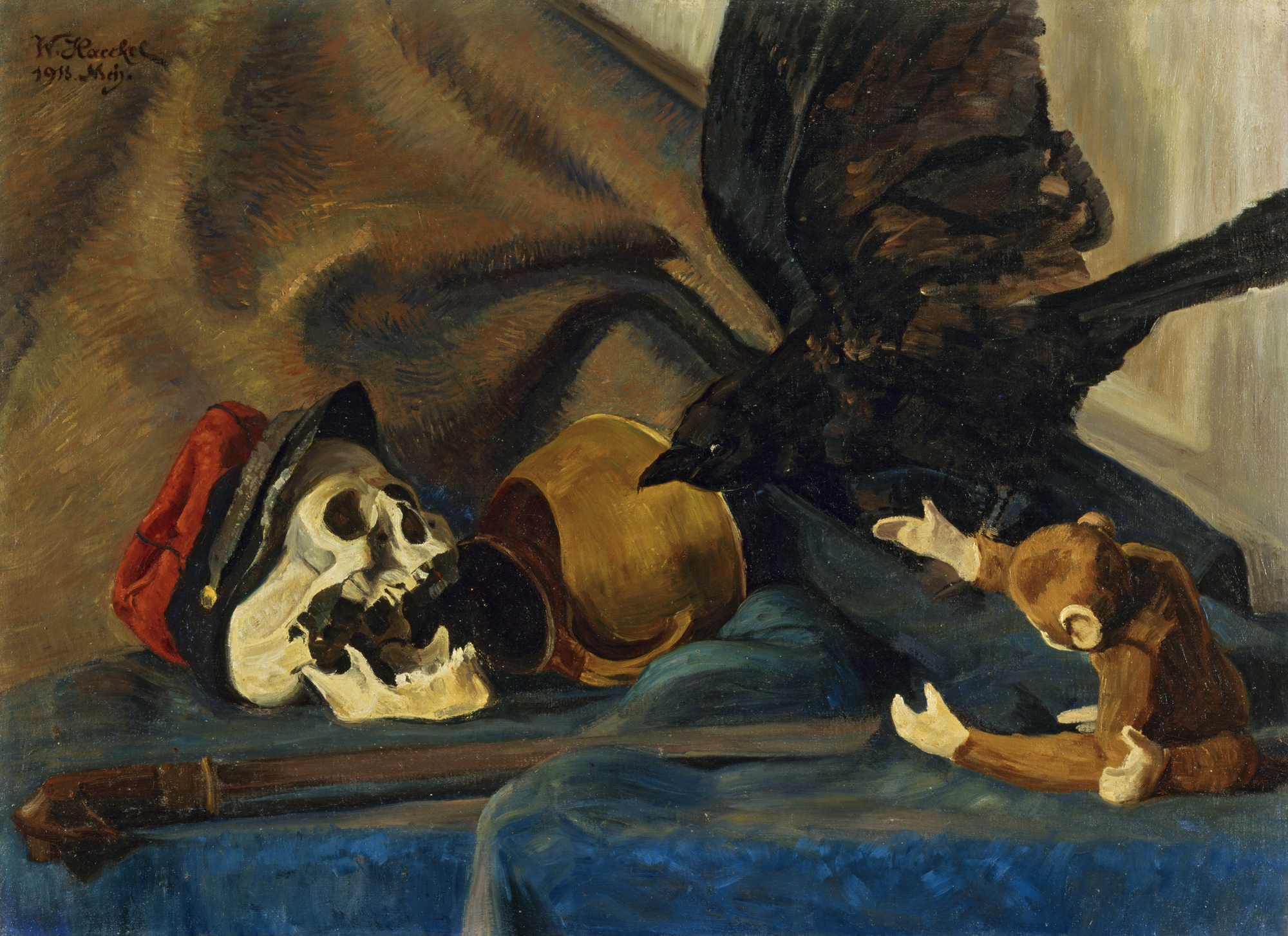
Stillleben (1918)

Walter Haeckel war das älteste Kind und der einzige Sohn von Ernst Haeckel und dessen zweiter Frau Agnes, geb. Huschke. Er hatte zwei Schwestern, Elisabeth (* 1871) und Emma (* 1873). Elisabeth heiratete 1891 den Professor, Geographen und Forschungsreisenden Hans Meyer, dessen Großvater und Vater die Inhaber des Lexika-Verlages Leipzig (Meyers Konversations-Lexikon) waren.
Er studierte ab 1888/89 an der Großherzoglich-Sächsischen Kunstschule in Weimar. Bis 1899 stand er im Austausch mit Künstlerkreisen, vor allem in München. 1891 war er mit Anton Nissen in der Künstlerkolonie Gothmund. Es folgten Reisen nach Italien und ein Aufenthalt in Weimar. Mit seinen Gemälden, vor allem Landschaftsmalerei, hatte er keinen Erfolg. Sein Talent war eher als Musiker und Schauspieler. 1899 nahm er nochmals Unterricht bei Bernhard Buttersack in Haimhausen. Wirtschaftlich war er auf die Unterstützung aus dem elterlichen Familienvermögen angewiesen, welches sich in der Inflation nach dem Ersten Weltkrieg verflüchtigte.
1901 heiratete er die Malschülerin Josefa Scholz (1875–1947). Die Familie lebte zuerst in Sonthofen, dann in Lochham bei München.
Haeckel fand 1925 eine Anstellung im Bibliographischen Institut seiner Verwandten. Hier war er bis 1935 tätig. Ab 1916 war er an der Planung des Museums in der ehemaligen Villa Medusa – jetzt Ernst-Haeckel-Haus – in Jena beteiligt. Haeckel fand seine letzte Ruhestätte auf dem Waldfriedhof in München.
Von seinem Briefwechsel mit seinem Vater befindet sich eine Teil im Ernst-Haeckel-Haus, der andere Teil wird im Schloßmuseum Murnau verwahrt.

## Werke
- Stillleben (1918), Lenbachhaus[6]
- nach Hans Vollmer befinden sich Bilder in der Sammlung des Stadtmuseums Jena

## Schriften (Auswahl)
- Das Ernst Haeckel-Museum in Jena. Ein Gedenkblatt. Verlag Adolf Tienken, Pritzwalk o. J. [1927[7]].
- Agnes Haeckel geb. Huschke. Ernst Haeckels zweite Frau. Ein Nachtrag zu dem Briefwechselroman: Franziska von Altenhausen. Verlag Adolf Tienken, Pritzwalk o. J. [1930].
(Leicht bearbeiteter Nachdruck aus Die Drei. Monatsschrift für Anthroposophie, Dreigliederung und Goetheanismus. 9. Jg., 8. Heft, November 1929, S. 581–596.)
- Alt-Jena. Jugend-Erinnerungen. Jena 1931. Digitalisat.
(Nachdruck aus Jenaische Zeitung Nr. 179 vom 2. August 1930, S. 4, Nr. 181 (S. 4), Nr. 184 (S. 4) und Nr. 185 (S. 4f.).)